# Ernie Kovacs
Ernest Edward Kovacs (Trenton, 1919. január 23. – Los Angeles, 1962. január 13.) magyar származású amerikai komikus és színész. Kovacs gátlásoktól mentes, gyakran rögtönzésekre épülő és a vizuális megjelenítés határait feszegető komikus stílusából számos televíziós program merített ötletet, még jóval a halálát okozó, tragikus autóbalesete után is. Olyan ikonikus és változatos műsorokra gyakorolt hatást, mint a Rowan & Martin's Laugh-In, a Saturday Night Live (SNL), a Szezám utca, és a közkedvelt tv-s házigazdák, David Letterman és Craig Ferguson is példaképnek tekintik. Chevy Chase 1976-ban, az SNL-ért kapott Emmy-díj átvételekor külön köszönetet mondott Kovacsnak, illetve az 1982-ben megjelent, Ernie Kovacs: Television's Original Genius („a televíziózás eredeti géniusza”) című dokumentumfilmben is magasztalta Chase a munkásságát.

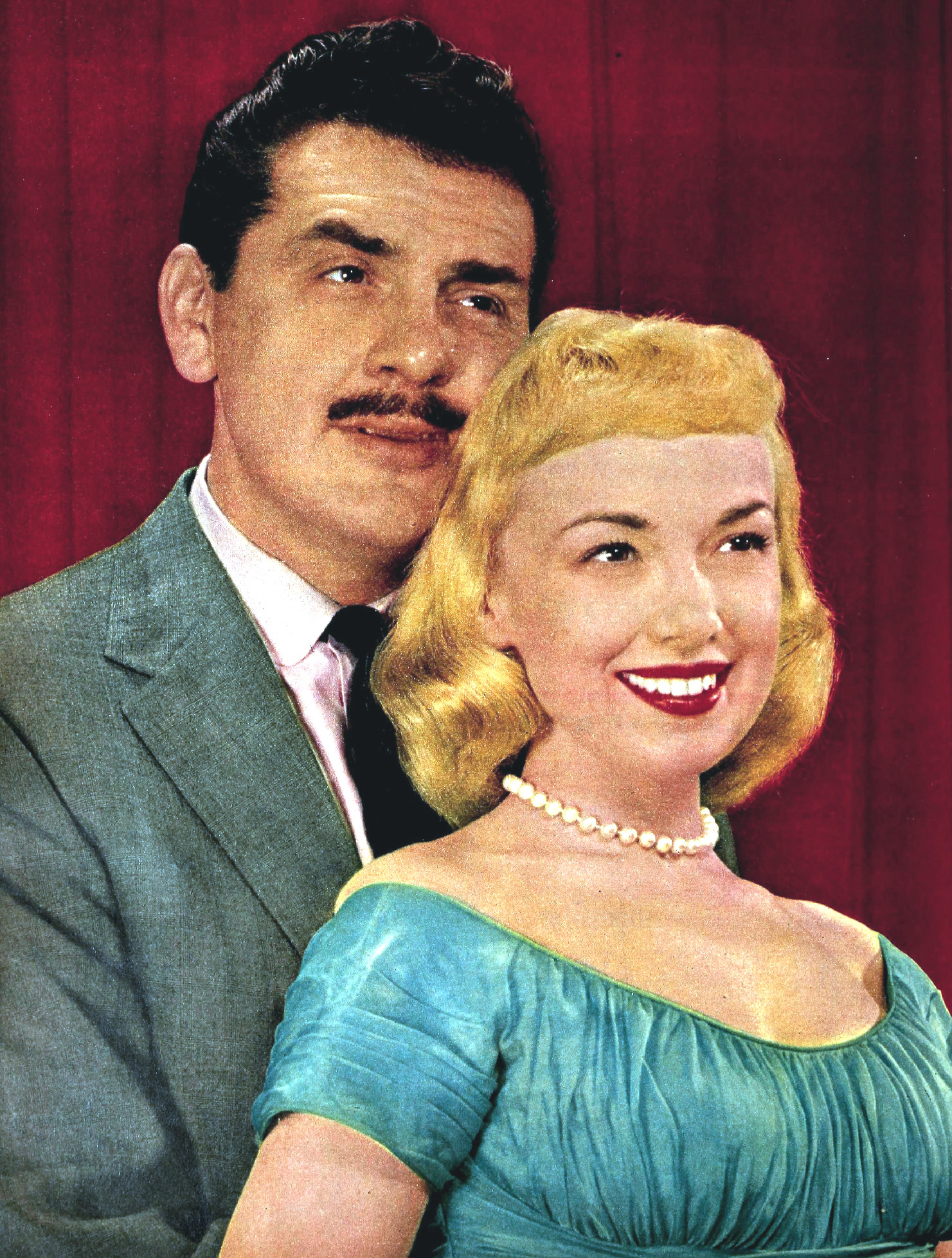
Kovács és fellépő-társa, felesége Edie Adams (1956)

Kovacs a képernyőn és azon kívül is várhatóan a legváratlanabb dolgokkal állt elő; selyemmajmokat tartott háziállatként és egy philadelphiai élő show-műsorban egy jaguárral is birkózott. Mikor a WABC (AM) kora reggeli rádióadását, majd az NBC tv-csatorna szintén reggeli műsorát csinálta, egyedül kellett megreggeliznie, mert az indulásakor felesége, Edie Adams még bőven aludt esti Broadway-n való fellépései okán. Erre Kovacs felbérelt egy taxisofőrt, aki egyben szakácsként két főre készített ételt, melyet a fuvar előtt közösen fogyasztottak el. Bár házastársával, Edie-vel együtt 1957-ben Emmy-jelölésben részesülhetett, haláláig formálisan soha nem ismerték el tehetségét. Az 1962-es Emmyt és a Directors’ Guild díját már az autóbalesete után osztották ki, és negyedszázaddal később került be a Televíziós Művészetek és Tudományok Akadémiájának Hírességek Csarnokába. 1986-ban a Rádiós és Televíziós Múzeum (ma Paley Center) kiállítást szervezett Kovacs munkáiból, The Vision of Ernie Kovacs címmel. A Pulitzer-díjas kritikus, William Henry III az alábbiakat írta róla a múzeum emlékkönyvébe:
Kovacs több volt, mint egy hiszékeny, önáltató bohóc. Ő volt a televízió első jelentős videóművésze. Ő volt a tv első szürrealistája… a legbátrabb és legkreatívabb írója. Ő volt… az első és talán egyetlen szerzőegyénisége. És egy géniusz volt. Kereskedelemből vett magyarázattal élve a géniusz az a vállalkozó… aki új módot talál, hogy pénzt keressen. Kovacsra sosem illett ez a leírás. Kovacs zsenialitása a művészet birodalmában rejlik. Ott az a géniusz, aki a közönséget arra sarkallja, hogy a világot egy új módon lássa.
Pályafutása váratlanul és tragikusan ért véget, amikor életét egy autóbalesetben elvesztette. Temetésén többek között Frank Sinatra, Jack Lemmon és Dean Martin vitték a koporsóját. Özvegyét, Edie Adamsot többek között Groucho Marx, George Burns, Jimmy Stewart, Charlton Heston és Jack Benny vigasztalta.

## Művei
- Zoomar. Novel; Bantam Books, New York, 1959
- How to talk at gin; Doubleday & Company, Garden City, 1962
- T.V. medium rare; Transworld, London, 1961
- The Ernie Kovacs album; Columbia Records, 1976
- The Ernie Kovacs collection. Booklet; Shout Factory, Los Angeles, 2011